# Dioscorea lanata
Dioscorea lanata är en enhjärtbladig växtart som beskrevs av Bail. Dioscorea lanata ingår i släktet Dioscorea och familjen Dioscoreaceae. Inga underarter finns listade i Catalogue of Life.